# Hinterbuch (Laugna)
Hinterbuch ist ein Gemeindeteil von Laugna im schwäbischen Landkreis Dillingen an der Donau in Bayern.

## Lage
Das Dorf liegt einen Kilometer südöstlich von Bocksberg zwischen dem Fluss Laugna und dem Rand des Seelachholzes. Die Bebauung ist etwas verstreut im Tal des Prilgrabens und auf dessen Hängen. Dieser entspringt im Osten und mündet nach Durchfließen des Ortes in die Laugna. Der Ort ist über eine Stichstraße an die Staatsstraße 2036 angebunden.

## Geschichte
Hinterbuch wird erstmals 1396 überliefert, es ist eine von Laugna oder Modelshausen ausgegangene Rodungssiedlung. Der ursprüngliche Name lautete „Buch“ (Siedlung am Buchenwald). Der Ort war eine eigene Pfarrei und wurde zur Unterscheidung von anderen Orten nach dem Patrozinium seiner Kirche auch als Stephansbuch bezeichnet. Erst ab dem 17. Jahrhundert setzte sich der Name Hinterbuch durch. Der Ort gehörte zur Herrschaft Bocksberg.
Als Ortsteil von Bocksberg wurde Hinterbuch im Zuge der Gebietsreform in Bayern am 1. Mai 1978 in die Gemeinde Laugna eingegliedert.

## Religionen
In früheren Zeiten bestand eine dem heiligen Stefan geweihte Eigenkirche des Herrn von Bocksberg mit Pfarrsitz. Um 1750 wurde sie wegen Baufälligkeit abgebrochen, ohne dass Spuren von ihrem Standort erhalten blieben. Seitdem gehört Hinterbuch zur Pfarrei Modelshausen.